# Wilhelm Solf
Wilhelm Solf (Berlin, 1862. október 5. – Berlin, 1936. február 6.) német gyarmatügyi miniszter, a Német Birodalom utolsó külügyminisztere, majd a Weimari Köztársaság diplomatája volt. Az első világháborúban az antanttal való mielőbbi békekötést támogatta, majd az 1930-as években a nemzetiszocialistákkal szemben folytatott küzdelmet.

## Élete
Wilhelm Solf 1862. október 5-én született Berlinben. 1900-tól 1911-ig Német Szamoa kormányzója volt. Ebben a pozícióban szilárd támogatója volt II. Vilmos német császár politikájának, mely egy erős, a britekkel és franciákkal szemben versenyképes Német Birodalom kiépítését célozta meg. 1911-es hazatérése után gyarmatügyi miniszterré nevezték ki. Az első világháború kitörésével azonban a német gyarmatok nehéz helyzetbe kerültek a brit és japán támadások következtében. Solf 1917-ben és 1918-ban azért küzdött, hogy a Német Birodalom kössön békét az antanttal és a nyugati fronton szerzett területek felajánlásával váltsák ki az elvesztett afrikai német gyarmatokat.

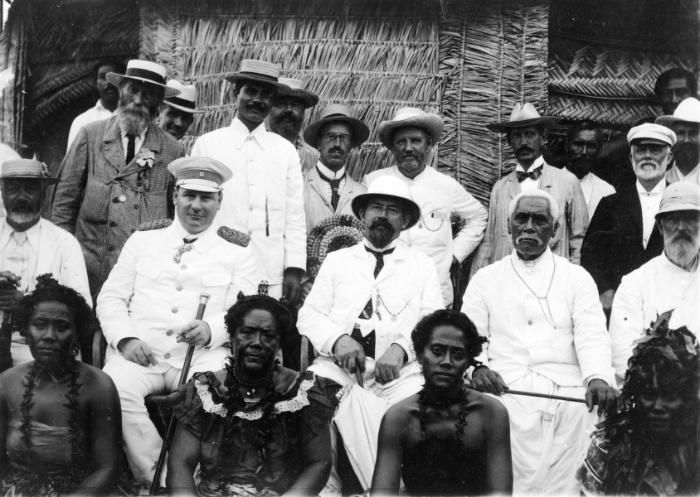
Wilhelm Solf német szamoai kormányzóként 1902-ben

Solf már az első világháború kitörése óta ellenezte a német terjeszkedési törekvéseket Nyugat-Európában. Emellett ellene volt a német katonai felső vezetés korlátlan tengeralattjáró-háborúval kapcsolatos intézkedéseinek is, melyek végül az Egyesült Államok hadba lépéséhez vezettek az antant oldalán 1917 áprilisában. A küszöbön álló katonai vereségre és a forradalom veszélyének növekedésére való tekintettel 1918 októberében Solfot nevezték ki külügyminiszternek. Ebben a minőségben felvette a kapcsolatokat az antanttal a béke megkötése érdekében és 1918. november 11-én 11 órakor életbe lépett a Compiègne-i fegyverszünet. 1918. december 13-án, az 1918–19-es német forradalom bekövetkezte után lemondott a külügyminiszterségről.
1920-tól 1928-ig német nagykövetként szolgált a Japán Birodalomban, Tokióban és jelentős szerepe volt az 1927-es német–japán egyezmény létrehozásában. Bár támogatta Paul von Hindenburg elnökké választását 1932-ben, de egy mérsékelt politikusokat tömörítő párt létrehozásán fáradozott. Ez a vállalkozása azonban nem járt sikerrel. Családjával együtt küzdött a nemzetiszocialisták antiszemita politikája ellen. Solf és köre végül fontos ellenállási csoporttá vált. 1936-ban hunyt el Berlinben. Halála után a tevékenységét felesége Hanna és leánya Lagi folytatta, a nemzetiszocialisták által történő bebörtönzésükig. A második világháborút rendkívüli szerencséjüknek köszönhetően a Berlint elfoglaló Vörös Hadseregnek köszönhetően élték túl.